# Jarvis McClam
Jarvis McClam (Laurel, 17 novembre 1994) è un giocatore di football americano statunitense che milita nel ruolo di wide receiver negli Hamburg Sea Devils.